# Harald Levring
Harald Axel Levring (født 12. april 1899 i København) var en dansk fodboldspiller og cand. pharm.. Han spillede på KB’s hold som han vandt det danske mesterskab 1922.